# Nikulitzas Delphinas
Nikulitzas Delphinas (mittelgriechisch Νικουλιτζάς Δελφινάς; * in Larisa; † nach 1071) war ein byzantinischer Aristokrat, der 1066 in Thessalien mit den Wlachen gegen Kaiser Konstantin X. rebellierte.

## Leben
Der Protospatharios Nikulitzas war der Enkel des gleichnamigen Gouverneurs von Servia und Archonten der Wlachen im Thema Hellas. In Larisa verfügte der Magnat über eine eigene Festung mit bewaffneter Garnison. Als die Wlachen und Bulgaren der Region 1065 aus Unzufriedenheit über die hohe Abgabenlast und Korruption der lokalen Amtsträger einen Aufstand planten, ging Nikulitzas nach Konstantinopel, um Konstantin X. zu warnen, wurde dort aber einen Monat lang hingehalten und dann unverrichteter Dinge wieder fortgeschickt. Bei seiner Rückkehr nach Larisa im Frühjahr 1066 hatten die Aufrührer Johannes Gremianetes und Gregorios Bambakas inzwischen weiter an Zulauf gewonnen. Nikulitzas wagte nicht, die Rebellen eigenmächtig festzunehmen, sondern versuchte sie durch gutes Zureden von ihrem Vorhaben abzubringen. Diese wiederum forderten ihn auf, selbst die Führung des Aufstandes zu übernehmen. Aus Angst um seine beiden in der Hauptstadt weilenden Söhne lehnte er zunächst ab, beugte sich dann aber dem öffentlichen Druck und setzte sich mit seiner Privatarmee an die Spitze der nun offen ausbrechenden Revolte. 
Nikulitzas schlug mit einer großen Streitmacht aus Wlachen und Bulgaren sein Lager in Farsala auf. In einem Schreiben an den Kaiser bekannte er sich als Führer der Aufständischen und forderte ihn auf, die Besteuerung der Untertanen zu senken, um der Revolte die Grundlage zu entziehen. Bei der Einnahme von Servia lehnte es Nikulitzas ab, sich zum Basileus akklamieren zu lassen. In der Zwischenzeit hatte Konstantin X. in einem Antwortbrief an Nikulitzas den Rebellen eine Amnestie und die Rücknahme der Steuererhöhungen eidlich zugesichert, wenn sie die Waffen strecken würden. Weil die Wlachenführer Sthlabotas Karmalakes und Theodoros Skribon Petastos sich weigerten, nahm Nikulitzas sie mit nach Peteriskos (heute Petres) zum Katepan von Bulgarien, Andronikos Philokales, der sie in Haft nahm. 
Nach dem Ende der Kampfhandlungen wurde Nikulitzas von Konstantin X. gefangen genommen und in das Kastron Amaseia im Thema Armeniakon gebracht, wo er in der Marmarote festgesetzt wurde. 1068 begnadigte der neue Kaiser Romanos IV. seinen alten Weggefährten, empfing ihn im Palast und ließ ihn in seine Heimatstadt Larisa zurückkehren. Nach Romanos’ Gefangennahme in der Schlacht von Manzikert am 26. August 1071 veranlasste der Finanzminister Nikephoritzes den Nikulitzas, als Berater des jungen Kaisers Michael VII. nach Konstantinopel zu gehen. 
Nikulitzas’ weiteres Schicksal ist unbekannt. Sein Schwiegersohn war der Schriftsteller Katakalon Kekaumenos, der auch die einzige Quelle über Nikulitzas und die Revolte von 1065/66 darstellt.